# C33-as busz (Nagykanizsa)
A nagykanizsai 27-es jelzésű autóbusz a Városkapu körút - Hevesi utca - Ady Endre utca - Vasútállomás útvonalon közlekedik. A járatot a Volánbusz üzemelteti.

## Közlekedése
Csak tanítási napokon közlekedik, egy járat, reggel.

## Útvonala
| Városkapu körút → Hevesi utca → Ady Endre utca → Vasútállomás |
| --- |
| Városkapu körút – Zemplén Győző utca – Kazanlak körút – Rózsa utca – Hevesi Sándor utca – Teleki utca – Kórház utca – Kisfaludy Sándor utca – Ady Endre utca – Vasútállomás |

## Megállóhelyei
| 0  | Városkapu körút                   |                                                            |                                                                                      |
| 2  | Rózsa utca                        | 4, 6, 6A, 6C, 6Y, 14, 14C, 14Y, C9, C91                    | Hevesi Óvoda                                                                         |
| 3  | Hevesi utca, ABC                  | 6, 6Y, 20, 20Y, 21, 21E, 21Y                               | Hevesi Óvoda, Hevesi Sándor Általános Iskola                                         |
| 4  | Hevesi - Bartók utcai sarok       | 6, 6Y, 20, 20Y, 21, 21E, 21Y                               |                                                                                      |
| 6  | Víztorony (Teleki utca)           | 6, 6Y, 10, 10Y, 20, 20Y, 21, 21E, 21Y                      | Kőrösi Csoma Sándor Általános Iskola, INTERSPAR Áruház, Kanizsa Centrum              |
| 7  | Kórház, bejárati út (Teleki utca) | 4, 6, 6A, 6Y, 10, 10Y, 14, 14C, 14Y, 20, 20Y, 21, 21E, 21Y | Kanizsai Dorottya Kórház, Vackor Óvoda, Dr. Mező Ferenc Gimnázium és Szakközépiskola |
| 8  | Kórház utca                       | 14, 14C, 14Y, 20, 20Y, 21, 21E, 21Y                        | Kanizsai Dorottya Kórház, Tűzoltóparancsnokság                                       |
| 9  | Kisfaludy - Batthyány utcai sarok | 14, 14C, 14Y, 20, 20Y, 21, 21E, 21Y                        |                                                                                      |
| 11 | Vízmű                             | 8, 8Y, 14, 14C, 14Y, 20, 20Y, 21, 21E, 21Y                 | Kisfaludy Óvoda, Evangélikus templom                                                 |
| 12 | Ady Endre utca 39-40.             | 18, 21E, 41E                                               | Thúry György Szakképző Iskola, Pannon Egyetem, Olajbányász sporttelep                |
| 14 | Cserháti szakközépiskola          | 18                                                         | Cserháti Sándor Szakképző Iskola és Kollégium, Izraelita temető, MÁV-NTE sporttelep  |
| 15 | Vasútállomás                      | 18                                                         | Nagykanizsa MÁV-NTE Stadion                                                          |